# Ayuntamiento de Bilbao
El Ayuntamiento de Bilbao (en euskera: Bilboko Udala) es la institución que se encarga de gobernar la villa de Bilbao (España). Su sede se encuentra en la plaza Ernesto Erkoreka.

## Administración
Se compone de un órgano Ejecutivo municipal y un pleno municipal con funciones normativas. El primero lo integran el alcalde y la denominada Junta de Gobierno de la Villa de Bilbao. Esta Junta «colabora de forma colegiada en la función de dirección política que al alcalde corresponde y ejerce las funciones ejecutivas y administrativas que le atribuyen las leyes». El número de miembros de la Junta no puede superar al tercio de los miembros del Pleno —por lo que se compone de un máximo de nueve personas— y el alcalde puede nombrarlos y separarlos libremente.
Sus componentes se eligen cada cuatro años por sufragio universal. El censo electoral está compuesto por todos los residentes empadronados en Bilbao mayores de 18 años y nacionales de España y de los otros países miembros de la Unión Europea. Según lo dispuesto en la Ley del Régimen Electoral General, que establece el número de concejales elegibles en función de la población del municipio, la corporación municipal de Bilbao está formada por 29 concejales. 
Por su parte, el pleno municipal es el «órgano de máxima representación política de la ciudadanía en el gobierno municipal, apareciendo configurado como órgano de debate y de adopción de las grandes decisiones estratégicas a través de la aprobación de los reglamentos de naturaleza orgánica y otras normas generales, de los presupuestos municipales, de los planes de ordenación urbanística, de las formas de gestión de los servicios, etc, y de control y fiscalización de los órganos de gobierno». El Pleno se compone de 29 ediles y es presidido por el alcalde, aunque puede delegar esta presidencia.

## Alcaldes
Estos son los alcaldes que han gobernado el ayuntamiento desde las elecciones de 1979:
| Periodo   | Nombre                                                            | Partido                                                      |
| --------- | ----------------------------------------------------------------- | ------------------------------------------------------------ |
| 1979-1983 | Jon Castañares                                                    | Euzko Alderdi Jeltzalea-Partido Nacionalista Vasco (EAJ-PNV) |
| 1983-1987 | José Luis Robles                                                  | Euzko Alderdi Jeltzalea-Partido Nacionalista Vasco (EAJ-PNV) |
| 1987-1991 | José María Gorordo (1987-1990) Jesús María Duñabeitia (1990-1991) | Euzko Alderdi Jeltzalea-Partido Nacionalista Vasco (EAJ-PNV) |
| 1991-1995 | Josu Ortuondo                                                     | Euzko Alderdi Jeltzalea-Partido Nacionalista Vasco (EAJ-PNV) |
| 1995-1999 | Josu Ortuondo                                                     | Euzko Alderdi Jeltzalea-Partido Nacionalista Vasco (EAJ-PNV) |
| 1999-2003 | Iñaki Azkuna                                                      | Euzko Alderdi Jeltzalea-Partido Nacionalista Vasco (EAJ-PNV) |
| 2003-2007 | Iñaki Azkuna                                                      | Euzko Alderdi Jeltzalea-Partido Nacionalista Vasco (EAJ-PNV) |
| 2007-2011 | Iñaki Azkuna                                                      | Euzko Alderdi Jeltzalea-Partido Nacionalista Vasco (EAJ-PNV) |
| 2011-2015 | Iñaki Azkuna (2011-2014) Ibon Areso (2014-2015)                   | Euzko Alderdi Jeltzalea-Partido Nacionalista Vasco (EAJ-PNV) |
| 2015-2019 | Juan Mari Aburto                                                  | Euzko Alderdi Jeltzalea-Partido Nacionalista Vasco (EAJ-PNV) |
| 2019-2023 | Juan Mari Aburto                                                  | Euzko Alderdi Jeltzalea-Partido Nacionalista Vasco (EAJ-PNV) |
| 2023-act. | Juan Mari Aburto                                                  | Euzko Alderdi Jeltzalea-Partido Nacionalista Vasco (EAJ-PNV) |

El alcalde que más tiempo ha ejercido el cargo en democracia ha sido Iñaki Azkuna (14 años), del Partido Nacionalista Vasco, cargo que ejerció desde las elecciones de 1999 hasta su muerte en 2014, tras sus reelecciones en 2003, 2007 y 2011. Anteriormente, los otros alcaldes que ejercieron el cargo durante más tiempo fueron Joaquín Zuazagoitia Azcorra (16 años), Josu Ortuondo Larrea (8 años), Pilar Careaga Basabe (6 años) y Federico Moyúa Salazar (6 años).

## Pleno
| Partido político | Partido político                                                                | 2023     | 2019     | 2015     | 2011   | 2007   | 2003        | 1999   | 1995   | 1991   | 1987   | 1983   | 1979   |
| Partido político | Partido político                                                                | Ediles   | Ediles   | Ediles   | Ediles | Ediles | Ediles      | Ediles | Ediles | Ediles | Ediles | Ediles | Ediles |
|                  | Euzko Alderdi Jeltzalea-Partido Nacionalista Vasco (EAJ-PNV)                    | 12       | 14       | 13       | 15     | 13     | 13          | 9      | 9      | 11     | 9      | 11     | 13     |
|                  | Euskal Herria Bildu (EH Bildu)-Bildu                                            | 6        | 4        | 4        | 4      | —      | —           | —      | —      | —      | —      | —      | —      |
|                  | Partido Socialista de Euskadi-Euskadiko Ezkerra (PSE-EE PSOE)                   | 5        | 5        | 4        | 4      | 7      | 5           | 5      | 4      | 6      | 7      | 9      | 4      |
|                  | Partido Popular del País Vasco (PP)-Alianza Popular (AP)-Coalición Popular (CP) | 4        | 3        | 4        | 6      | 7      | 8           | 8      | 7      | 4      | 2      | 4      | —      |
|                  | Elkarrekin Podemos (EP)-Udalberri-Bilbao en Común-Ezker Anitza-IU-Equo Berdeak  | 2        | 3        | 2        | —      | —      | —           | —      | —      | —      | —      | —      | —      |
|                  | Ezker Batua-Berdeak (EB-B)-Partido Comunista de Euskadi (PCE-EPK)               | 0        | 0        | 0        | 0      | 2      | 3           | 1      | 2      | 0      | 0      | 0      | 0      |
|                  | Eusko Alkartasuna (EA)                                                          | EH Bildu | EH Bildu | EH Bildu | Bildu  | 0      | PNV         | PNV    | 0      | 2      | 3      | —      | —      |
|                  | Euskadiko Ezkerra (EE)                                                          | PSE-EE   | PSE-EE   | PSE-EE   | PSE-EE | PSE-EE | PSE-EE      | PSE-EE | PSE-EE | 2      | 3      | 2      | 1      |
|                  | Ganemos Goazen Bilbao (GGB)                                                     | —        | 0        | 2        | —      | —      | —           | —      | —      | —      | —      | —      | —      |
|                  | Euskal Herritarrok (EH)-Herri Batasuna (HB)                                     | —        | —        | —        | —      | —      | Ilegalizado | 4      | 2      | 4      | 5      | 3      | 6      |
|                  | Iniciativa Ciudadana Vasca (ICV-EHE)                                            | —        | —        | —        | —      | —      | —           | 2      | 5      | —      | —      | —      | —      |
|                  | Centro Democrático y Social (CDS)-Unión de Centro Democrático (UCD)             | —        | —        | —        | —      | —      | —           | —      | —      | 0      | 0      | 0      | 5      |

## Áreas y entidades municipales
| Circulación y Transportes Urbanismo y Medio Ambiente Cultura y Educación Obras y Servicios Recursos Humanos Seguridad Relaciones Ciudadanas Acción Social Economía y Hacienda Turismo y Fiestas Euskera Igualdad y Cooperación Empleo, Juventud y Deporte Salud y Consumo Participación y Consejos de Distritos Espacios Públicos | Alhóndiga Bilbao: centro cultural y deportivo. Surbisa: Empresa municipal de rehabilitación urbanística. Viviendas Municipales: Servicio municipal de la vivienda. Funicular de Archanda: Medio de transporte al monte Archanda. Cimubisa: Servicio informático municipal. Bilbao Ekintza: Empresa municipal para la promoción económica. Bilbao Kirolak: Sociedad para la gestión de actividades, instalaciones y servicios deportivos. Teatro Arriaga: Teatro municipal. Bilbao Musika: Organismo que gestiona la escuela municipal de música, la banda municipal de Txistularis y la banda municipal de música de Bilbao. Bilbao Arte: Fundación para la promoción artística. Bilbao Servicios: Gestiona los mercados municipales y los servicios funerarios. |

## Grupos políticos

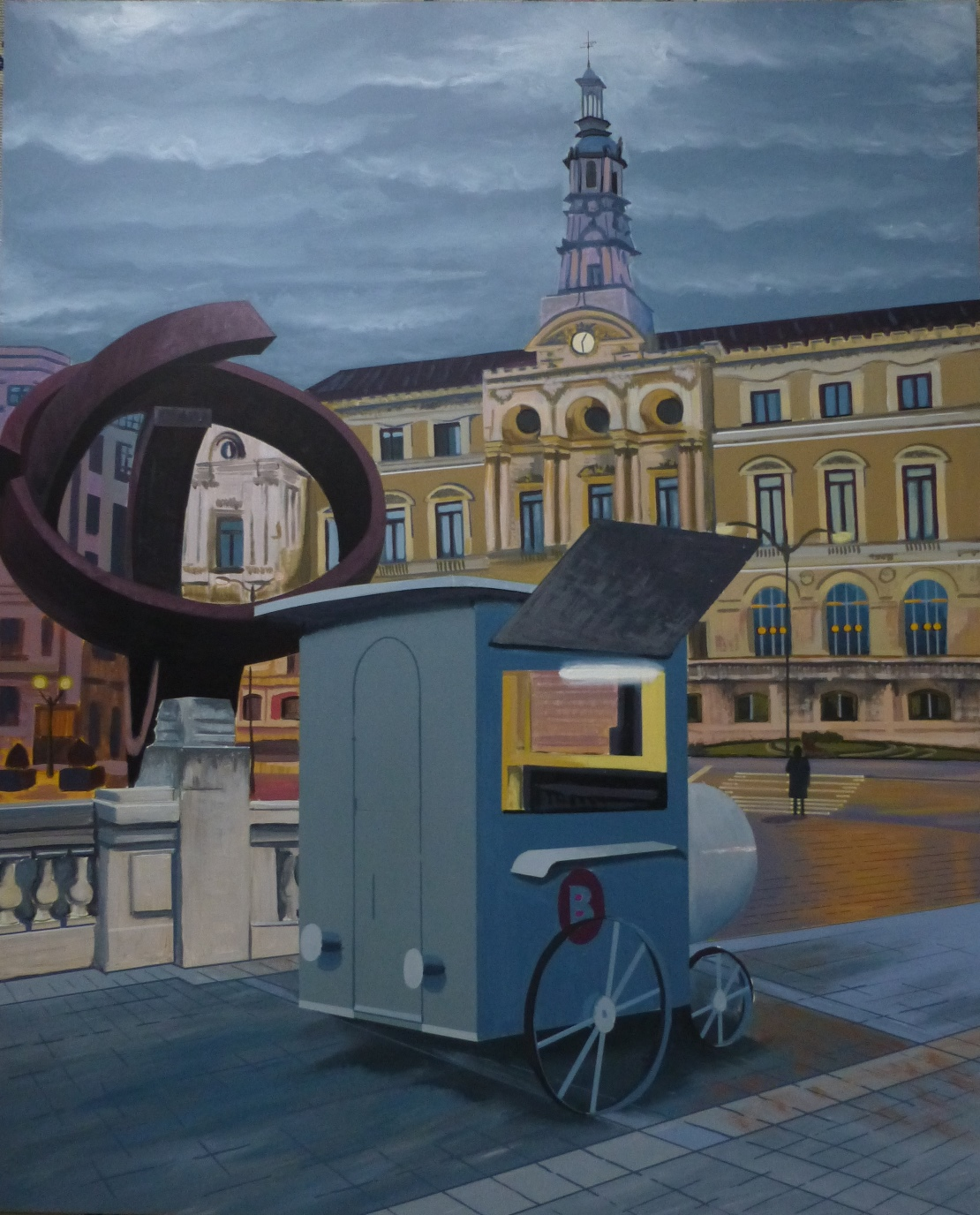
Representación artística del Ayuntamiento de Bilbao y de la plaza Ernesto Erkoreka

Los concejales forman grupos políticos, los cuales se reparten según la candidatura por la que se presentaron en las elecciones municipales de 2023:
| Candidatura                                              | Cabeza de lista           | Votos  | %       | Ediles |
| -------------------------------------------------------- | ------------------------- | ------ | ------- | ------ |
| Partido Nacionalista Vasco (EAJ-PNV)                     | Juan María Aburto Rike    | 54 445 | 36,58 % | 12     |
| Euskal Herria Bildu (EH Bildu)                           | María del Río Pereda      | 28 124 | 18,89 % | 6      |
| Partido Socialista de Euskadi-Euskadiko Ezkerra (PSE-EE) | Nora Abete García         | 24 356 | 16,36 % | 5      |
| Partido Popular del País Vasco (PP)                      | Esther Martínez Fernández | 17 950 | 12,06 % | 4      |
| Elkarrekin Podemos                                       | Ana Viñals Blanco         | 11 871 | 7,97 %  | 2      |

## Reconocimientos internacionales
Los informes que anualmente realiza Transparencia Internacional señalaron en 2008, 2009 y 2010 al Ayuntamiento de la villa como el más «transparente» de España en materia de Comunicación Institucional, relaciones ciudadanas, contratación de servicios, obras públicas y economía.
En el año 2010 Bilbao obtuvo el premio Lee Kuan Yew World City Prize, considerado el Nobel de las ciudades, en reconocimiento a la capacidad de liderazgo del Ayuntamiento de Bilbao para aunar las distintas visiones y objetivos estratégicos de las instituciones y organismos públicos y privados implicados en el proceso de transformación de la villa, a través de la sociedad interinstitucional Bilbao Ría 2000.

## Resultados electorales
| Partido político                                                               | 2023  | 2023   | 2023       | 2019  | 2019   | 2019       | 2015  | 2015   | 2015       | 2011  | 2011   | 2011       | 2007  | 2007   | 2007       |
| Partido político                                                               | %     | Votos  | Concejales | %     | Votos  | Concejales | %     | Votos  | Concejales | %     | Votos  | Concejales | %     | Votos  | Concejales |
| Euzko Alderdi Jeltzalea-Partido Nacionalista Vasco (EAJ-PNV)                   | 36,58 | 54 445 | 12         | 42,69 | 71 822 | 14         | 39,34 | 63 642 | 12         | 44,16 | 74 377 | 15         | 41,23 | 64 881 | 13         |
| Euskal Herria Bildu (EH Bildu)-Bildu                                           | 18,89 | 28 124 | 6          | 14,94 | 25 138 | 4          | 14,04 | 22 711 | 4          | 14,21 | 23 932 | 4          | —     | —      | —          |
| Partido Socialista de Euskadi-Euskadiko Ezkerra (PSE-EE PSOE)                  | 16,36 | 24 356 | 5          | 15,92 | 26 783 | 5          | 11,97 | 19 361 | 4          | 13,45 | 22 650 | 4          | 22,04 | 34 687 | 7          |
| Partido Popular del País Vasco (PP)                                            | 12,06 | 17 950 | 4          | 9,17  | 15 441 | 3          | 11,86 | 19 190 | 4          | 17,24 | 29 038 | 6          | 22,42 | 35 278 | 7          |
| Elkarrekin Podemos (EP)-Udalberri-Bilbao en Común-Ezker Anitza-IU-Equo Berdeak | 7,97  | 11 871 | 2          | 10,49 | 17 661 | 3          | 8,47  | 13 701 | 2          | —     | —      | —          | —     | —      | —          |
| Ezker Batua-Berdeak (EB-B)                                                     | 0,58  | 871    | 0          | —     | —      | —          | —     | —      | —          | 3,38  | 5695   | 0          | 7,98  | 12 564 | 2          |
| Ganemos Goazen Bilbao (GGB)                                                    | —     | —      | —          | 0,45  | 771    | 0          | 8,53  | 10 568 | 2          | —     | —      | —          | —     | —      | —          |

## Evolución de la deuda viva
El concepto de deuda viva contempla solo las deudas con cajas y bancos relativas a créditos financieros, valores de renta fija y préstamos o créditos transferidos a terceros, excluyéndose, por tanto, la deuda comercial.
| Gráfica de evolución de la deuda viva del Ayuntamiento entre 2008 y 2023                         |
|                                                                                                  |
| Deuda viva del Ayuntamiento de Bilbao, en miles de euros, según datos del Ministerio de Hacienda |